# Campo di via Lodi
Il campo di via Lodi è un impianto sportivo della città di Legnano (MI). Ha ospitato le partite casalinghe della squadra di calcio locale, il Football Club Legnano, dal 1913 al 1921.

## Storia
Il campo di via Lodi venne costruito, attrezzato e cintato a spese dell'azienda metalmeccanica legnanese Franco Tosi e dell'industriale locale Antonio Bernocchi tra il 1912 e il 1913. La recinzione di questo impianto sportivo consentiva l'ingresso esclusivamente a pubblico pagante: il conseguente introito finanziario dovuto alla vendita dei biglietti era poi incamerato dalle società utilizzatrici dell'impianto, sebbene quest'ultimo fosse all'epoca di proprietà della Franco Tosi. 

L'Albergo Mantegazza

La prima squadra calcistica che ne beneficiò (1913) fu il Legnan Football Club, sodalizio sportivo che scomparve dal panorama calcistico proprio in quell'anno, mentre la seconda compagine sportiva che lo utilizzò (dal 1913 al 1921) fu il Football Club Legnano, ovvero la società calcistica che mutò nome in Associazione Calcio Legnano nel 1936 e che è attiva tuttora. Il terzo club che beneficiò della struttura fu la Giovani Calciatori Legnanesi, società calcistica attiva dal 1919 al 1921 che giocò, nella stagione 1920-1921, in Prima Categoria, campionato di massima categoria di quegli anni. Nella stagione 1920-1921 anche il Football Club Legnano militava in Prima Categoria, e quindi Legnano era rappresentata, al massimo livello, da due società calcistiche. Essendo però inseriti in due gruppi differenti, tra i due club non venne mai disputato un derby.
Originariamente le tribune non erano presenti. I circa 1.000 spettatori che poteva ospitare l'impianto erano assiepati su una serie di gradoni. Il pubblico e il campo di gioco erano separati da una barriera di filo spinato. In origine non erano presenti neppure gli spogliatoi: i giocatori si cambiavano nel vicino Albergo Mantegazza. Nel 1914 il campo di via Lodi venne omologato secondo le norme vigenti allargando il terreno di gioco a una dimensione superiore a 90x45 m: per tale motivo l'F.C. Legnano poté iscriversi al campionato di Promozione lombarda 1914-1915, secondo livello del calcio italiano di quegli anni.

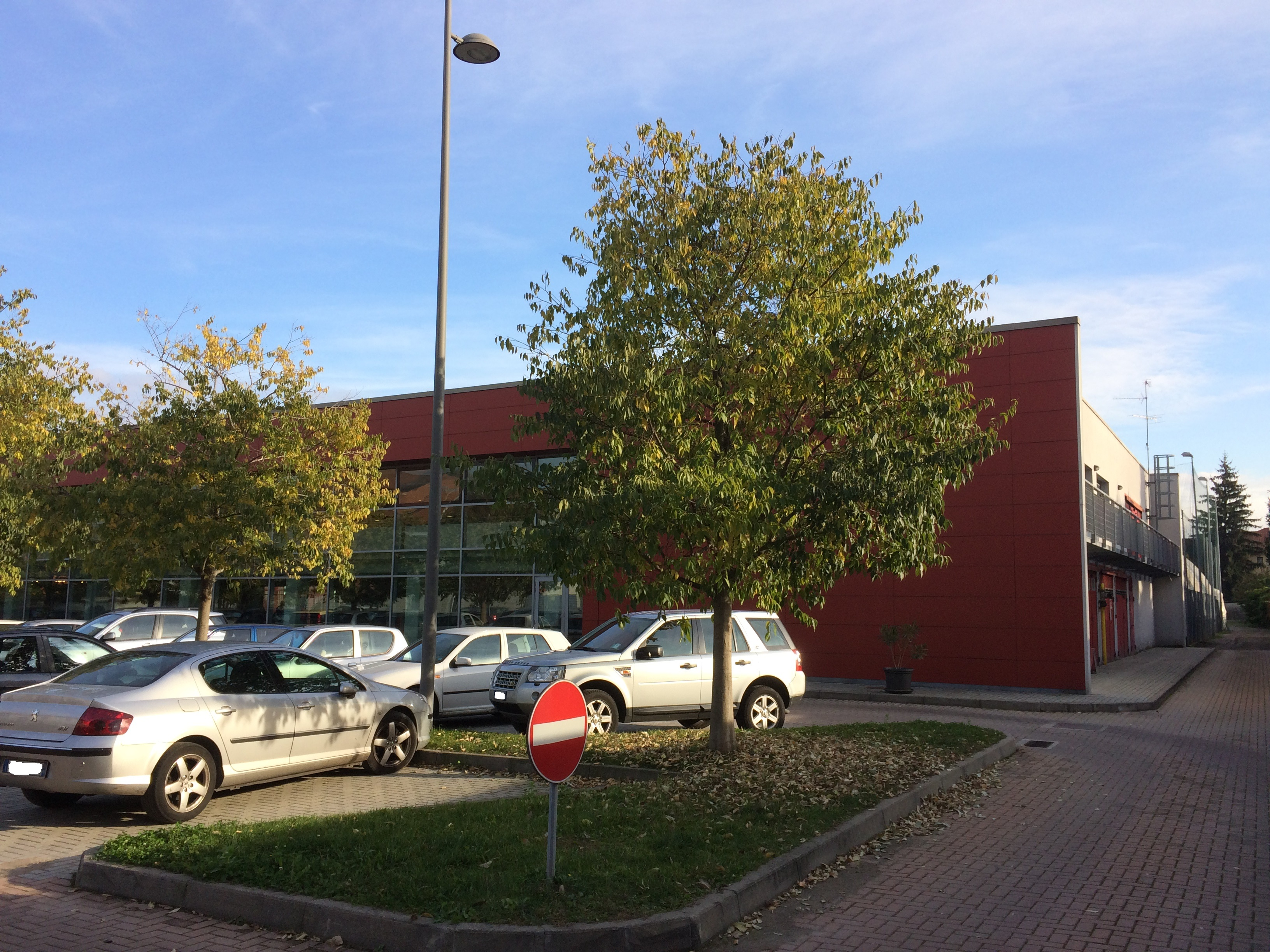
Il bocciodromo comunale di Legnano, che è sorto su parte dell'area un tempo occupata dal campo di via Lodi

Nella stagione 1917-1918 al campo di via Lodi venne comminata la prima squalifica, che fu la prima subita da una campo da gioco casalingo del Legnano. Nella seconda giornata della Coppa Mauro, il 14 ottobre 1917, il Legnano venne sconfitto in casa dal Milan per 3 a 2, ma venne decretato un 2 a 0 a tavolino a favore dei rossoneri a causa di alcuni incidenti scoppiati fuori e dentro il campo di gioco di via Lodi, disordini che portarono anche alla squalifica dell'impianto sportivo. Nelle stagioni 1919-1920 e 1920-1921 il campo di via Lodi ospitò incontri calcistici di campionati italiani di primo livello, durante i quali il Legnano incontrò squadre di grande blasone come Milan, Inter, Torino, Genoa e Pro Vercelli.
Il 2 ottobre 1921 venne inaugurato lo stadio di via Pisacane, che sostituì l'impianto di via Lodi nel ruolo di campo casalingo del Legnano e che nel 1987 fu dedicato a Giovanni Mari, indimenticato presidente dell'A.C. Legnano. Venne deciso di costruire un nuovo stadio, questa volta ispirandosi agli analoghi impianti realizzati in Inghilterra, perché il campo di via Lodi era troppo piccolo per le nuove esigenze della società.
Il campo di via Lodi, dopo la costruzione dello stadio di via Pisacane, continuò ad essere usato dalla società lilla come campo di gara del settore giovanile e come terreno di allenamento, destinazione d'uso che ha conservato fino alla fine degli anni novanta del XX secolo. In seguito parte del campo di via Lodi è stato trasformato in bocciodromo comunale. La nuova struttura è stata intitolata a Franco Landini, importante politico e sindacalista della zona.

## L'impianto
L'impianto sportivo, che è era privo di pista d'atletica, aveva pianta rettangolare, con il campo da gioco in erba.